# Sa belle-sœur
 (juillet 2025).
Pour plus de détails, voir Fiche technique et Distribution.
Sa belle-sœur (Sua cognata) est un film italien réalisé par Enrico Guazzoni, sorti en 1913.

## Fiche technique
- Titre : Sa belle-sœur
- Titre original : Sua cognata
- Réalisation : Enrico Guazzoni
- Pays d'origine : Royaume d'Italie
- Format : Noir et blanc - 1,33:1 - Film muet
- Genre : court métrage
- Date de sortie : 1913

## Distribution
- Ida Carloni Talli
- Luigi D'Amico
- Leda Gys
- Augusto Mastripietri
- Gianna Terribili-Gonzales